# Ronde van Slovenië 2014
De 21e editie van de Ronde van Slovenië (Dirka po Sloveniji) werd verreden van 19 tot en met 22 juni 2014 in Slovenië. De wedstrijd maakte deel uit van de UCI Europe Tour 2014, in de categorie 2.1. De wedstrijd startte in de Sloveense hoofdstad Ljubljana en eindigde in Novo mesto. In 2013 won de Kroaat Radoslav Rogina. Deze editie werd gewonnen door de Portugees Tiago Machado.

## Deelnemende ploegen
| WorldTour       | ProContinentaal             | Continentaal       | Nationaal |
| --------------- | --------------------------- | ------------------ | --------- |
| Cannondale      | Androni Giocattoli          | Adria Mobil        | Slovenië  |
| Katjoesja       | Bardiani CSF                | Radenska           |           |
| Lampre-Merida   | Colombia                    | Area Zero          |           |
| Orica-GreenEdge | Neri Sottoli                | Meridiana Kamen    |           |
|                 | NetApp-Endura               | Synergy Baku       |           |
|                 | RusVelo                     | Vini-Fantini-Nippo |           |
|                 | Topsport Vlaanderen-Baloise |                    |           |

## Etappe-overzicht
| etappe | datum   | start           | finish       | type                | afstand  | winnaar                    | klassementsleider |
| ------ | ------- | --------------- | ------------ | ------------------- | -------- | -------------------------- | ----------------- |
| 1e     | 19 juni | Ljubljana       | Ljubljana    | Individuele tijdrit | 8,8 km   | Michael Matthews           | Michael Matthews  |
| 2e     | 20 juni | Ribnica         | Kočevje      | Heuvelrit           | 160,7 km | Sonny Colbrelli            | Michael Matthews  |
| 3e     | 21 juni | Rogaška Slatina | Trije Kralji | Bergrit             | 192 km   | Francesco Manuel Bongiorno | Tiago Machado     |
| 4e     | 22 juni | Škofja Loka     | Novo mesto   | Heuvelrit           | 153 km   | Elia Viviani               | Tiago Machado     |

## Klassementsleiders
| Etappe      | Winnaar                    | Algemeen         | Punten           | Berg                       | Jongeren    | Ploegen         |
| ----------- | -------------------------- | ---------------- | ---------------- | -------------------------- | ----------- | --------------- |
| 1           | Michael Matthews           | Michael Matthews | Michael Matthews | niet toegekend             | Simon Yates | Orica–GreenEDGE |
| 2           | Sonny Colbrelli            | Michael Matthews | Michael Matthews | Davide Villella            | Simon Yates | NetApp–Endura   |
| 3           | Francesco Manuel Bongiorno | Tiago Machado    | Michael Matthews | Francesco Manuel Bongiorno | Simon Yates | Bardiani–CSF    |
| 4           | Elia Viviani               | Tiago Machado    | Michael Matthews | Klemen Štimulak            | Simon Yates | Bardiani–CSF    |
| Eindstanden | Eindstanden                | Tiago Machado    | Michael Matthews | Klemen Štimulak            | Simon Yates | Bardiani–CSF    |

## Etappe-uitslagen

### 1e etappe
| Ljubljana – Ljubljana (8,8 km (ITT)) |                  |                             |        |
| Plaats                               | Naam             | Ploeg                       | Tijd   |
| Winnaar                              | Michael Matthews | Orica-GreenEdge             | 10'05" |
| 2                                    | Kristjan Koren   | Cannondale                  | + 6"   |
| 3                                    | Diego Ulissi     | Lampre-Merida               | + 10"  |
| 4                                    | Tiago Machado    | NetApp-Endura               | + 11"  |
| 5                                    | Brett Lancaster  | Orica-GreenEdge             | + 14"  |
| 6                                    | Pavel Broett     | Katjoesja                   | + 15"  |
| 7                                    | Artjom Ovetsjkin | RusVelo                     | + 16"  |
| 8                                    | Matteo Rabottini | Neri Sottoli                | z.t.   |
| 9                                    | Andrea Fedi      | Neri Sottoli                | + 18"  |
| 10                                   | Damiano Caruso   | Cannondale                  | + 20"  |
|                                      |                  |                             |        |
| 19                                   | Jelle Wallays    | Topsport Vlaanderen-Baloise | + 24"  |
| 34                                   | Jens Mouris      | Orica-GreenEdge             | + 29"  |

### 2e etappe
| Ribnica – Kočevje (160,7 km) |                   |                             |          |
| Plaats                       | Naam              | Ploeg                       | Tijd     |
| Winnaar                      | Sonny Colbrelli   | Bardiani CSF                | 4u01'09" |
| 2                            | Michael Matthews  | Orica-GreenEdge             | z.t.     |
| 3                            | Grega Bole        | Vini-Fantini-Nippo          | z.t.     |
| 4                            | Damiano Caruso    | Cannondale                  | z.t.     |
| 5                            | Manuele Mori      | Lampre-Merida               | z.t.     |
| 6                            | Enrico Battaglin  | Bardiani CSF                | z.t.     |
| 7                            | Jarlinson Pantano | Colombia                    | z.t.     |
| 8                            | Davide Villella   | Cannondale                  | z.t.     |
| 9                            | Pavel Kotsjetkov  | Katjoesja                   | z.t.     |
| 10                           | Paul Voss         | NetApp-Endura               | z.t.     |
|                              |                   |                             |          |
| 11                           | Eliot Lietaer     | Topsport Vlaanderen-Baloise | z.t.     |

| Algemeen klassement |                  |                             |          |
| Plaats              | Naam             | Ploeg                       | Tijd     |
| Gele trui           | Michael Matthews | Orica-GreenEdge             | 4u11'14" |
| 2                   | Kristjan Koren   | Cannondale                  | + 6"     |
| 3                   | Diego Ulissi     | Lampre-Merida               | + 10"    |
| 4                   | Tiago Machado    | NetApp-Endura               | + 11"    |
| 5                   | Artjom Ovetsjkin | RusVelo                     | + 16"    |
| 6                   | Matteo Rabottini | Neri Sottoli                | z.t.     |
| 7                   | Damiano Caruso   | Cannondale                  | + 20"    |
| 8                   | Paul Voss        | NetApp-Endura               | + 21"    |
| 9                   | Mauro Finetto    | Neri Sottoli                | z.t.     |
| 10                  | David de la Cruz | NetApp-Endura               | + 22"    |
|                     |                  |                             |          |
| 14                  | Eliot Lietaer    | Topsport Vlaanderen-Baloise | + 26"    |

### 3e etappe
| Rogaška Slatina – Trije Kralji (192 km) |                            |                             |          |
| Plaats                                  | Naam                       | Ploeg                       | Tijd     |
| Winnaar                                 | Francesco Manuel Bongiorno | Bardiani CSF                | 5u09'17" |
| 2                                       | Tiago Machado              | NetApp-Endura               | + 1"     |
| 3                                       | Ilnoer Zakarin             | RusVelo                     | + 7"     |
| 4                                       | Matteo Rabottini           | Neri Sottoli                | + 29"    |
| 5                                       | Simon Yates                | Orica-GreenEdge             | + 41"    |
| 6                                       | Emanuele Sella             | Androni Giocattoli          | z.t.     |
| 7                                       | Kristjan Koren             | Cannondale                  | z.t.     |
| 8                                       | Damiano Caruso             | Cannondale                  | + 44"    |
| 9                                       | Angelo Pagani              | Bardiani CSF                | z.t.     |
| 10                                      | Eliot Lietaer              | Topsport Vlaanderen-Baloise | + 56"    |

| Algemeen klassement |                            |                             |          |
| Plaats              | Naam                       | Ploeg                       | Tijd     |
| Gele trui           | Tiago Machado              | NetApp-Endura               | 9u20'43" |
| 2                   | Ilnoer Zakarin             | RusVelo                     | + 23"    |
| 3                   | Matteo Rabottini           | Neri Sottoli                | + 33"    |
| 4                   | Kristjan Koren             | Cannondale                  | + 35"    |
| 5                   | Francesco Manuel Bongiorno | Bardiani CSF                | + 37"    |
| 6                   | Damiano Caruso             | Cannondale                  | + 52"    |
| 7                   | Simon Yates                | Orica-GreenEdge             | + 55"    |
| 8                   | Eliot Lietaer              | Topsport Vlaanderen-Baloise | + 1'10"  |
| 9                   | Jure Golčer                | Slovenië                    | + 1'27"  |
| 10                  | Artjom Ovetsjkin           | RusVelo                     | + 1'37"  |

### 4e etappe
| Škofja Loka – Novo mesto (153 km) |                        |                             |          |
| Plaats                            | Naam                   | Ploeg                       | Tijd     |
| Winnaar                           | Elia Viviani           | Cannondale                  | 3u24'15" |
| 2                                 | Eduard-Michael Grosu   | Vini-Fantini-Nippo          | z.t.     |
| 3                                 | Michael Matthews       | Orica-GreenEdge             | z.t.     |
| 4                                 | Borut Božič            | Slovenië                    | z.t.     |
| 5                                 | Tom Van Asbroeck       | Topsport Vlaanderen-Baloise | z.t.     |
| 6                                 | Blaž Jarc              | NetApp-Endura               | z.t.     |
| 7                                 | Niccolò Bonifazio      | Lampre-Merida               | z.t.     |
| 8                                 | Vjatsjeslav Koeznetsov | Katjoesja                   | z.t.     |
| 9                                 | Andrea Fedi            | Neri Sottoli                | z.t.     |
| 10                                | Damiano Caruso         | Cannondale                  | z.t.     |

## Eindklassementen
| Plaats    | Naam                       | Ploeg                       | Tijd      |
| --------- | -------------------------- | --------------------------- | --------- |
| Gele trui | Tiago Machado              | NetApp-Endura               | 12u44'58" |
| 2         | Ilnoer Zakarin             | RusVelo                     | + 23"     |
| 3         | Matteo Rabottini           | Neri Sottoli                | + 33"     |
| 4         | Kristjan Koren             | Cannondale                  | + 35"     |
| 5         | Francesco Manuel Bongiorno | Bardiani CSF                | + 37"     |
| 6         | Damiano Caruso             | Cannondale                  | + 52"     |
| 7         | Simon Yates                | Orica-GreenEdge             | + 55"     |
| 8         | Eliot Lietaer              | Topsport Vlaanderen-Baloise | + 1'10"   |
| 9         | Jure Golčer                | Slovenië                    | + 1'27"   |
| 10        | Artjom Ovetsjkin           | RusVelo                     | + 1'37"   |
| 11        | David de la Cruz           | NetApp-Endura               | + 1'54"   |
| 12        | Pavel Kotsjetkov           | Katjoesja                   | + 1'55"   |
| 13        | Enrico Barbin              | Bardiani CSF                | + 2'04"   |
| 14        | Chris Horner               | Lampre-Merida               | + 2'15"   |
| 15        | Radoslav Rogina            | Adria Mobil                 | + 2'18"   |
| 16        | Mauro Finetto              | Neri Sottoli                | + 2'57"   |
| 17        | Sergej Lagoetin            | RusVelo                     | + 3'12"   |
| 18        | Simon Petilli              | Area Zero                   | + 3'37"   |
| 19        | Emanuele Sella             | Androni Giocattoli          | + 5'03"   |
| 20        | Emanuel Kišerlovski        | Meridiana Kamen             | + 5'41"   |

| Plaats    | Naam             | Ploeg                       | Punten |
| --------- | ---------------- | --------------------------- | ------ |
| Rode trui | Michael Matthews | Orica-GreenEdge             | 61     |
| 2         | Tiago Machado    | NetApp-Endura               | 34     |
| 3         | Damiano Caruso   | Cannondale                  | 34     |
|           |                  |                             |        |
| 20        | Tom Van Asbroeck | Topsport Vlaanderen-Baloise | 12     |

| Plaats      | Naam                       | Ploeg                       | Punten |
| ----------- | -------------------------- | --------------------------- | ------ |
| Blauwe trui | Klemen Štimulak            | Adria Mobil                 | 18     |
| 2           | Francesco Manuel Bongiorno | Bardiani CSF                | 12     |
| 3           | Tiago Machado              | NetApp-Endura               | 12     |
|             |                            |                             |        |
| 17          | Pieter Jacobs              | Topsport Vlaanderen-Baloise | 1      |

| Plaats     | Naam          | Ploeg           | Punten    |
| ---------- | ------------- | --------------- | --------- |
| Witte trui | Simon Yates   | Orica-GreenEdge | 12u45'53" |
| 2          | Simon Petilli | Area Zero       | + 2'42"   |
| 3          | Jan Polanc    | Lampre-Merida   | + 10'05"  |

| Plaats | Ploeg                       | Tijd      |
| ------ | --------------------------- | --------- |
|        | Bardiani CSF                | 38u18'09" |
| 2      | RusVelo                     | + 1'45"   |
| 3      | NetApp-Endura               | + 3'44"   |
|        |                             |           |
| 8      | Topsport Vlaanderen-Baloise | + 19'36"  |

## UCI Europe Tour
In deze Ronde van Slovenië waren punten te verdienen voor de ranking in de UCI Europe Tour 2014. Enkel renners die uitkwamen voor een (pro-)continentale ploeg, maakten aanspraak om punten te verdienen.
| Positie                      | 1e | 2e | 3e | 4e | 5e | 6e | 7e | 8e | 9e | 10e | 11e | 12e |
| Eindklassement               | 80 | 56 | 32 | 24 | 20 | 16 | 12 | 8  | 7  | 6   | 5   | 3   |
| Per etappe                   | 16 | 11 | 6  | 5  | 4  | 2  |    |    |    |     |     |     |
| Drager leiderstrui (per dag) | 8  |    |    |    |    |    |    |    |    |     |     |     |

| #  | Renner                     | Ploeg                         | Punten |
| -- | -------------------------- | ----------------------------- | ------ |
| 1  | Tiago Machado              | NetApp-Endura                 | 104    |
| 2  | Ilnoer Zakarin             | RusVelo                       | 62     |
| 3  | Francesco Manuel Bongiorno | Bardiani CSF                  | 36     |
| 4  | Matteo Rabottini           | Neri Sottoli                  | 32     |
| 5  | Sonny Colbrelli            | Bardiani CSF                  | 16     |
| 6  | Eduard-Michael Grosu       | Vini-Fantini-Nippo            | 11     |
| 7  | Eliot Lietaer              | Topsport Vlaanderen-Baloise   | 8      |
| 8  | Jure Golčer                | Slovenië/ Gourmetfein Simplon | 7      |
| 9  | Grega Bole                 | Vini-Fantini-Nippo            | 6      |
| 9  | Artjom Ovetsjkin           | RusVelo                       | 6      |
| 11 | David de la Cruz           | NetApp-Endura                 | 5      |
| 12 | Tom Van Asbroeck           | Topsport Vlaanderen-Baloise   | 4      |
| 13 | Enrico Battaglin           | Bardiani CSF                  | 2      |
| 13 | Emanuele Sella             | Androni Giocattoli            | 2      |
| 13 | Blaž Jarc                  | NetApp-Endura                 | 2      |

1993 · 1994 · 1995 · 1996 · 1997 · 1998 · 1999 · 2000 · 2001 · 2002 · 2003 · 2004 · 2005 · 2006 · 2007 · 2008 · 2009 · 2010 · 2011 · 2012 · 2013 · 2014 · 2015 · 2016 · 2017 · 2018 · 2019 · 2020 · 2021 · 2022 · 2023 · 2024
Etappewedstrijden

 Ster van Bessèges ·
 Ronde van de Middellandse Zee ·
 Ruta del Sol ·
 Ronde van de Algarve ·
 Ronde van de Haut-Var ·
 Driedaagse van West-Vlaanderen ·
 Internationale Wielerweek ·
 Internationaal Wegcriterium ·
 Driedaagse van De Panne-Koksijde ·
 Ronde van de Sarthe ·
 Ronde van Trentino ·
 Ronde van Turkije ·
 Vierdaagse van Duinkerke ·
 Ronde van Azerbeidzjan ·
 Szlakiem Grodów Piastowskich ·
 Ronde van Castilië en León ·
 Ronde van Picardië ·
 Ronde van Noorwegen ·
 World Ports Classic ·
 Ronde van Beieren ·
 Ronde van België ·
 Tour des Fjords ·
 Ronde van Estland ·
 Ronde van Luxemburg ·
 Boucles de la Mayenne ·
 Ster ZLM Toer ·
 Ronde van Slovenië ·
 Route du Sud ·
 Ronde van Oostenrijk ·
 Sibiu Cycling Tour ·
 Ronde van Wallonië ·
 Ronde van Portugal ·
 Ronde van Denemarken ·
 Ronde van de Ain ·
 Ronde van Burgos ·
 Arctic Race of Norway ·
 Ronde van de Limousin ·
 Ronde van Poitou-Charentes ·
 Ronde van Groot-Brittannië ·
 Ronde van Gévaudan Languedoc-Roussillon ·
 Eurométropole Tour
Eendaagse wedstrijden

 GP La Marseillaise ·
 Grote Prijs van de Etruskische Kust ·
 Trofeo Palma ·
 Trofeo Ses Salines ·
 Trofeo Serra de Tramuntana ·
 Trofeo Platja de Muro ·
 Trofeo Laigueglia ·
 Ronde van Murcia ·
 Omloop Het Nieuwsblad ·
 Classic Sud Ardèche ·
 GP Lugano ·
 Clásica de Almería ·
 Kuurne-Brussel-Kuurne ·
 La Drôme Classic ·
 Le Samyn ·
 GP Città di Camaiore ·
 Strade Bianche ·
 Roma Maxima ·
 Ronde van Drenthe ·
 Dwars door Drenthe ·
 Nokere Koerse ·
 GP Nobili Rubinetterie ·
 Handzame Classic ·
 Classic Loire-Atlantique ·
 Grote Prijs van Cholet-Pays de Loire ·
 Dwars door Vlaanderen ·
 Route Adélie de Vitré ·
 Volta Limburg Classic ·
 Grote Prijs Miguel Indurain ·
 Ronde van La Rioja ·
 Scheldeprijs ·
 GP Cerami ·
 Klasika Primavera ·
 Parijs-Camembert ·
 Brabantse Pijl ·
 GP Denain ·
 Ronde van de Finistère ·
 Tro Bro Léon ·
 Ronde van Keulen ·
 La Roue Tourangelle ·
 Rund um den Finanzplatz Eschborn-Frankfurt ·
 Ronde van de Somme ·
 ProRace Berlin ·
 Grote Prijs van Plumelec ·
 Boucles de l'Aulne ·
 Ronde van Zeeland Seaports ·
 GP Kanton Aargau ·
 Ronde van Limburg ·
 Ronde van de Apennijnen ·
 Halle-Ingooigem ·
 Prueba Villafranca de Ordizia ·
 GP Industria & Artigianato-Larciano ·
 Ronde van Toscane ·
 Circuito de Getxo ·
 Polynormande ·
 RideLondon Classic ·
 GP Stad Zottegem ·
 Arnhem-Veenendaal Classic ·
 Châteauroux Classic de l'Indre ·
 Druivenkoers Overijse ·
 Brussels Cycling Classic ·
 GP Fourmies ·
 Ronde van de Doubs ·
 GP Jef Scherens ·
 Coppa Bernocchi ·
 GP van Wallonië ·
 Coppa Agostoni ·
 Ronde van de Drie Valleien ·
 Kampioenschap van Vlaanderen ·
 Grote Prijs Impanis-Van Petegem ·
 Memorial Marco Pantani ·
 GP Industria & Commercio di Prato ·
 GP van Isbergues ·
 Omloop van het Houtland ·
 Duo Normand ·
 Milaan-Turijn ·
 Ronde van het Münsterland ·
 Ronde van de Vendée ·
 Memorial Frank Vandenbroucke ·
 Coppa Sabatini ·
 Parijs-Bourges ·
 Ronde van Emilia ·
 Parijs-Tours ·
 GP Beghelli ·
 Nationale Sluitingsprijs ·
 Chrono des Nations